# Saša Obradović
Saša Obradović (en serbio: Саша Обрадовић; Belgrado, 29 de enero de 1969) es un exjugador y entrenador de baloncesto serbio. Con 1,97 de estatura, jugaba en la posición de base. Consiguió 6 medallas en competiciones internacionales con Yugoslavia. Después de retirarse, se dedicó a entrenar en diversos equipos y ligas.

## Trayectoria

### Jugador
[actualizar]

### Selección nacional
[actualizar]

### Entrenador
En 2005, e inmediantamente después de retirarse como jugador, comienza su carrera como entrenador, poniéndose al mando del equipo alemán RheinEnergie Köln, donde estuvo hasta 2008. 
Luego entrenó al Kyiv (2008–2009), al Turów Zgorzelec (2009) y al Donetsk (2010–2012). 
En 2012 se une al Alba Berlin alemán, donde se mantiene hasta el 23 de mayo de 2016.
En noviembre de 2016 firma con el Lokomotiv Kuban VTB United League rusa. Abandona el equipo ruso el 4 de noviembre de 2018.
En febrero de 2019 es nombrado entrenador del AS Monaco de la LNB Pro A. En junio de 2020 rescinde su contrato con el Monaco.
El 10 de junio de 2020 firma como técnico principal del Estrella Roja de Belgrado. Pero con tan solo 5 victorias en 16 encuentros de Euroliga, el 24 de diciembre de 2020 fue despedido.
El 13 de diciembre de 2021 firma como entrenador principal del AS Monaco de la LNB Pro A. Tras tres años en Mónaco, y tras comenzar la temporada 2024-25 con un balance de 12-7, el 18 de noviembre de 2024 es despedido.